# Styloteleia trifasciata
Styloteleia trifasciata är en stekelart som först beskrevs av Jean-Jacques Kieffer 1917.  Styloteleia trifasciata ingår i släktet Styloteleia och familjen Scelionidae. Inga underarter finns listade i Catalogue of Life.